# Ronde van India
De Ronde van India (voorheen Ronde van Mumbai of Mumbai Cyclothon) was een Indische wielerwedstrijd. De wedstrijd werd voor het eerst georganiseerd in 2010. De ronde maakte deel uit van de UCI Asia Tour.
In 2010 werd de wedstrijd verreden op 21 februari in het stadsdeel Bandra en had de wedstrijd de UCI-classificatie 1.2. In 2011 werd de koers, die dit jaar de UCI-classificatie 1.1 had, verreden in de vorm van twee eendagswielerwedstrijden in Mumbai en Nashik, op 11 en 13 februari. In 2012 en 2013 werd er niet meer in Nashik gereden maar in Srinagar (2012), Delhi (beide jaren) en Jaipur (2013).

## Lijst van winnaars
2005 · 
2006 · 
2007 · 
2008 · 
2009 · 
2010 · 
2011 · 
2012 · 
2013 · 
2014 ·
2015 ·
2016 ·
2017 ·
2018 ·
2019 ·
2020 ·
2021 ·
2022 ·
2023 · 
2024 · 
2025
Belangrijkste wedstrijden

Ronde van Hainan · Japan Cup · Ronde van Sharjah · Ronde van het Taihu-meer · Ronde van Fuzhou · Ronde van Dubai · Ronde van Qatar · Ronde van Oman · Ronde van Langkawi · Ronde van Taiwan · Ronde van Iran · Ronde van Japan · Ronde van Korea · Ronde van het Qinghaimeer · Ronde van China I · Ronde van China II · Ronde van Almaty